# Давид ди Донателло 2008
53-я церемония вручения наград премии «Давид ди Донателло» состоялась 18 апреля 2008 года. Номинации были объявлены 20 марта.

## Победители и номинанты

### Лучший фильм
- Девушка у озера, режиссёр Андреа Молайоли[англ.]
- Тихий хаос, режиссёр Антонио Луиджи Гримальди
- Дни и облака, режиссёр Сильвио Сольдини
- Держать дистанцию, режиссёр Карло Маццакурати
- И возвращается ветер на круги своя, режиссёр Джорджо Диритти

### Лучшая режиссура
- Андреа Молайоли[англ.] — Девушка у озера
- Кристина Коменчини — Белые и чёрные
- Антонио Луиджи Гримальди — Тихий хаос
- Карло Маццакурати — Держать дистанцию
- Сильвио Сольдини — Дни и облака

### Лучший дебют в режиссуре
- Андреа Молайоли[англ.] — Девушка у озера
- Фабрицио Бентивольо — И думать забудь, Джонни!
- Джорджо Диритти — И возвращается ветер на круги своя
- Марко Мартани — Железобетон
- Сильвио Муччино — Говори со мной о любви

### Лучший сценарий
- Сандро Петралья — Девушка у озера
- Нанни Моретти, Лаура Паолуччи, Франческо Пикколо — Тихий хаос
- Дориана Леондефф, Франческо Пикколо, Федерика Понтремоли, Сильвио Сольдини — Дни и облака
- Дориана Леондефф, Карло Маццакурати, Марко Петтенелло, Клаудио Пьерсанти — Держать дистанцию
- Джорджо Диритти, Валла Фредо — И возвращается ветер на круги своя

### Лучший продюсер
- Никола Джулиано, Франческа Чима — Девушка у озера
- Доменико Прокаччи — Тихий хаос
- Лионнелло Черри — Дни и облака
- Андреа Оккипинти, Джанлука Аркопинто — Сонетаула
- Симоне Бакини, Марио Кемелло, Джорджо Диритти — И возвращается ветер на круги своя

### Лучшая женская роль
- Маргерита Буй — Дни и облака
- Анна Бонаюто — Девушка у озера
- Антония Лискова — Убежище
- Валентина Лодовини — Держать дистанцию
- Валерия Соларино — Синьорина Эф

### Лучшая мужская роль
- Тони Сервилло — Девушка у озера
- Антонио Альбанезе — Дни и облака
- Ландо Будзанка — Вице-короли
- Нанни Моретти — Тихий хаос
- Ким Росси Стюарт — Пиано, соло

### Лучшая женская роль второго плана
- Альба Рорвахер — Дни и облака
- Паола Кортеллези — Пиано, соло
- Каролина Крешентини — Говори со мной о любви
- Изабелла Феррари — Тихий хаос
- Валерия Голино — Тихий хаос
- Сабрина Импаччаторе — Синьорина Эф

### Лучшая мужская роль второго плана
- Алессандро Гассман — Тихий хаос
- Джузеппе Баттистон — Дни и облака
- Фабрицио Джифуни — Девушка у озера
- Ахмед Хафьене — Держать дистанцию
- Умберто Орсини — Кто рано встаёт, того удача ждёт

### Лучшая операторская работа
- Рамиро Чивита — Девушка у озера
- Лука Бигацци — Держать дистанцию
- Маурицио Кальвези — Вице-короли
- Арнальдо Катинари — Говори со мной о любви
- Алессандро Пеши — Тихий хаос

### Лучшая музыка
- Паоло Буонвино — Тихий хаос
- Леле Маркителли — Пиано, соло
- Фаусто Мезолелла — И думать забудь, Джонни!
- Тео Теардо — Девушка у озера
- Джованни Веноста — Дни и облака

### Лучшая песня
- L’amore trasparente, Ивано Фоссати — Тихий хаос
- Senza fiato, Паоло Буонвино — Железобетон
- Amore fermati, (Gorni, Zapponi, Terzoli) — И думать забудь, Джонни!
- L’arrivo a Milano, Пино Донаджо — Milano—Palermo: il ritorno
- Tear Down These Houses, Skin, Андреа Гуэрра — Говори со мной о любви
- La rabbia, Луис Энрикес Бакалов — Ярость

### Лучшая художественная постановка
- Франческо Фриджери — Вице-короли
- Паола Бидзарри — Дни и облака
- Джида Калабрия — Тихий хаос
- Алессандра Мура — Девушка у озера
- Тонино Дзера — Отель Мейна

### Лучший костюм
- Милена Канонеро — Вице-короли
- Ортенсия Де Франческо — И думать забудь, Джонни!
- Катя Доттори — Отель Мейна
- Маурицио Милленотти — Говори со мной о любви
- Сильвия Небьоло, Патриция Маццон — Дни и облака
- Алессандра Тоэска — Тихий хаос

### Лучший визаж
- Джино Таманьини — Вице-короли
- Мартинасс Коссу — Каким ты меня хочешь
- Джанфранко Мекаччи — Тихий хаос
- Фернанда Перес — Девушка у озера
- Эсме Шарони — Дни и облака

### Лучший парикмахер
- Мария-Тереза Корридони — Вице-короли
- Альдина Говернатори — Дни и облака
- Джорджо Грегорини — Прости за любовь
- Фердинандо Меролла — Отель Мейна
- Шарим Сабатини — Тихий хаос

### Лучший монтаж
- Джорджо Франкини — Девушка у озера
- Паоло Коттиньола — Держать дистанцию
- Карлотта Кристиани — Дни и облака
- Эду Креспо, Джорджо Диритти — И возвращается ветер на круги своя
- Анджело Николини — Тихий хаос

### Лучший звук
- Алессандро Занон — Девушка у озера
- Гаэтано Карито — Тихий хаос
- Франсуа Мюзи — Дни и облака
- Бруно Пуппаро — Белые и чёрные
- Ремо Уголинелли — Держать дистанцию

### Лучшие визуальные эффекты
- Паола Тризольо и Стефано Маринони для Visualogie — Девушка у озера
- Proxima — Тихий хаос
- Marbea — Железобетон
- Lee Wilson — La terza madre
- Коррадо Виргилио, Винченцо Ниско — Винкс Клуб: Тайна затерянного королевства

### Лучший документальный фильм
- Madri, режиссёр Барбара Куписти
- Centravanti nato, режиссёр Джанклаудио Гвидуччи
- La minaccia, режиссёр Сильвия Луци, Лука Беллино
- Il passaggio della linea, режиссёр Пьетро Марчелло
- Vogliamo anche le rose, режиссёр Алина Марацци

### Лучший короткометражный фильм
- Uova, режиссёр Алессандро Челли
- Adil & Yusuf, режиссёр Клаудио Ноче
- Il bambino di Carla, режиссёр Эмануэла Росси
- Ora che Marlene, режиссёр Джованна Назарена Сильвестри
- Tramondo, режиссёр Джакоммо Агнетти и Davide Bazzali

### Лучший европейский фильм
- Ирина Палм сделает это лучше, режиссёр Сэм Гарбарски
- 4 месяца, 3 недели и 2 дня, режиссёр Кристиан Мунджиу
- Кус-кус и барабулька, режиссёр Абделатиф Кешиш
- Золотой век, режиссёр Шекхар Капур
- Скафандр и бабочка, режиссёр Джулиан Шнабель

### Лучший иностранный фильм
- Старикам тут не место, режиссёр Итан Коэн и Джоэл Коэн
- Через Вселенную, режиссёр Джули Теймор
- В диких условиях, режиссёр Шон Пенн
- В долине Эла, режиссёр Пол Хаггис
- Нефть, режиссёр Пол Томас Андерсон

### Premio David Giovani
- Говори со мной о любви, режиссёр Сильвио Муччино
- Держать дистанцию, режиссёр Карло Маццакурати
- Уроки шоколада, режиссёр Клаудио Капеллини
- Пиано, соло, режиссёр Риккардо Милани
- Вице-короли, режиссёр Роберто Фаэнца

### David Speciali
- Карло Вердоне
- Луиджи Маньи
- Габриэле Муччино